# Uncanny X-Men número 522
El cómic número 522 de Uncanny X-Men fue publicado el 24 de marzo de 2010 por la editorial estadounidense Marvel Comics, conteniendo dos historias; la primera llamada «Ghostly» y otra titulada «The End of the World and Everything After» que sirve de precuela a la trama inicial. La historieta que forma parte de la famosa saga Uncanny X-Men, fue escrita por Matt Fraction y dibujada por Whilce Portacio, Phil Jiménez, Terry Dodson y Mark Brooks, estos últimos encargándose de crear las dos portadas que posee. Su trama, situada en el ficticio Universo Marvel, presenta el regreso del personaje Kitty Pryde a las historias de la editorial, la heroína se volvió conocida por ser parte de las sagas argumentales así como del equipo de los X-Men y fue sacada de su continuidad en la historieta final de la serie Astonishing X-Men llamada Giant-Size Astonishing X-Men n.º 1, donde el personaje se sacrificó para que la Tierra no fuera destruida por el impacto de una bala metálica gigante. 
Marvel Comics anunció con anticipación el lanzamiento del cómic promocionándolo con un vídeo que mostraba algunos de los momentos más importantes del personaje central y una portada especial alternativa a la oficial —creada por Mark Brooks— que presentaba a Kitty Pryde sobre la bala como si fuera un toro mecánico. Tras su publicación la historieta logró un alto índice de ventas, convirtiéndose en el noveno cómic más solicitado de marzo de 2010 al superar las 65 000 copias vendidas. Marvel agrupó la historieta en los tomos compilatorios que distribuyó bajo los títulos de X-Men: Nation X y Essential X-Men: The Return Of Kitty Pryde! en los Estados Unidos, Canadá y el Reino Unido. Los críticos especializados comentaron de forma positiva la historieta, diciendo que es agradable y posiblemente el mejor trabajo de Matt Fraction, mientras que la portada alternativa creada por Brooks recibió comentarios divididos y variados, criticada de forma positiva —como un «homenaje muy bien hecho»— y de forma negativa.

## Antecedentes
Kitty Pryde apareció por primera vez en el número 129 de la serie de historietas Uncanny X-Men (enero de 1980). Fue creada por Chris Claremont y el dibujante John Byrne basándose en la imagen de la actriz Sigourney Weaver. Ella se desempeñó como uno de los personajes principales de las historietas de Marvel Comics que eran protagonizadas por el equipo de héroes conocido como X-Men, siendo también una de los pocos protagonistas de la saga escrita por Joss Whedon y John Cassaday conocida como Astonishing X-Men, en cuyo final debió salvar al planeta Tierra. Su salida de la continuidad de las historias de Marvel ocurrió en el tomo Giant-Size Astonishing X-Men n.º 1 (2008), en el cual la Tierra es atacada por los habitantes del planeta conocido en la saga como Breakworld, quienes tienen planes de disparar una bala gigante en su dirección (en la historieta se aclara que tiene el tamaño de la ciudad de Nueva York). Creyendo que lo lanzado era un misil la joven decide dirigirse hacia su interior antes de que se dispare desde una luna del Breakworld en estado fantasma (conocido como «fase» en las historias de Marvel) para intentar destruir sus circuitos y así impedir la destrucción de su hogar; al notar su error —que el proyectil no posee ningún tipo de circuito y es una gran masa metálica— la joven elige quedarse en su interior como un fantasma para así obligar a dicho objeto a entrar en «fase» y hacerlo pasar a través de cualquier cosa sin hacerle daño, volviéndose imparable en consecuencia y alejándose hacia lo profundo del espacio luego del lanzamiento.

## Tramas

### Historia oficial
Ghostly
Magneto se encuentra meditando en la cima de la montaña Tamalpaís mientras los X-Men lo miran intentando explicarse que es lo que hace —sin siquiera pensar que desea traer de regreso a Kitty Pryde—. Paralelamente se muestra en una serie de flash-backs como logró encontrar e identificar la bala en la que la chica se encuentra atrapada como un fantasma gracias a la ayuda del mutante conocido como High Evolutionary y al Doctor Strange. 
Al enterarse gracias a los científicos de la isla Utopía que la enorme munición cambió su rumbo y se dirige a la Tierra a la velocidad de la luz, Cíclope y Emma Frost deciden iniciar un plan para evitar que las personas del mundo sepan que dicho objeto se aproxima —para que así no se genere histeria colectiva—. Con la ayuda de la androide Danger y las Stepford Cuckoos obligan a los satélites del mundo a crear imágenes en las que todo se mantiene igual y no existe ningún peligro inminente. Conforme Kitty se aproxima dentro de la bala Los cuatro fantásticos deciden hacer una llamada a los X-Men informándoles que su sistema no pudo bloquear sus equipos y que solo en esta oportunidad los dejarán actuar sin informar a las autoridades, además de desearles suerte en lo referente a la llegada del objeto al planeta —ya que nadie está seguro si Magneto podrá detenerle y si la joven sigue con vida—. 
Al entrar en la atmósfera terrestre la joven es bajada lentamente por Magneto quedando frente a sus viejos compañeros luego de que la bala explotara; Coloso y Arcángel deciden acercársele, pero al momento de intentar tocarla el primero de ellos se percata de que no ha salido de su estado fantasma y aparentemente es incapaz de hacerlo. La historia finaliza con Pryde en una cápsula de aislamiento para que pueda recuperarse y con Magneto siendo hospitalizado luego de su gran esfuerzo.

### Precuela anunciada
The End of the World and Everything After
La historia inicia con la narración de un alienígena llamado Daruxus Dax sobre el denominado «Festival de la noche», el equivalente de su planeta del año nuevo. Conforme su narración avanza muestra como ese día decidió embriagarse y en dicho estado asesinó a un joven, siendo eso lo que «lo devolvió a la realidad de esa noche». Luego de estar en prisión y cumplir con su sentencia —en la cual fue torturado—, reinicia su narración comentando como todo el planeta entró en un gran caos al descubrirse que un inmenso objeto metálico se dirigía en su dirección y que los ricos y poderosos de su mundo lo abandonaron dejándolo a su suerte, buscando uno nuevo. Durante el día programado para la colisión Daruxus decide dirigirse a un parque, donde una joven se presenta ante él y le comenta ser su vecina; luego de agradecerle por mostrarle bondad —ya que se percató de que él le dejaba comida frente a su puerta— ambos se besan, argumentando no desear morir solos y haber encontrado a alguien especial. La historia finaliza cuando la bala metálica atraviesa el planeta con Kitty en su interior —sin hacer daño— y se aleja dejando a los protagonistas impresionados por seguir con vida.

## Desarrollo

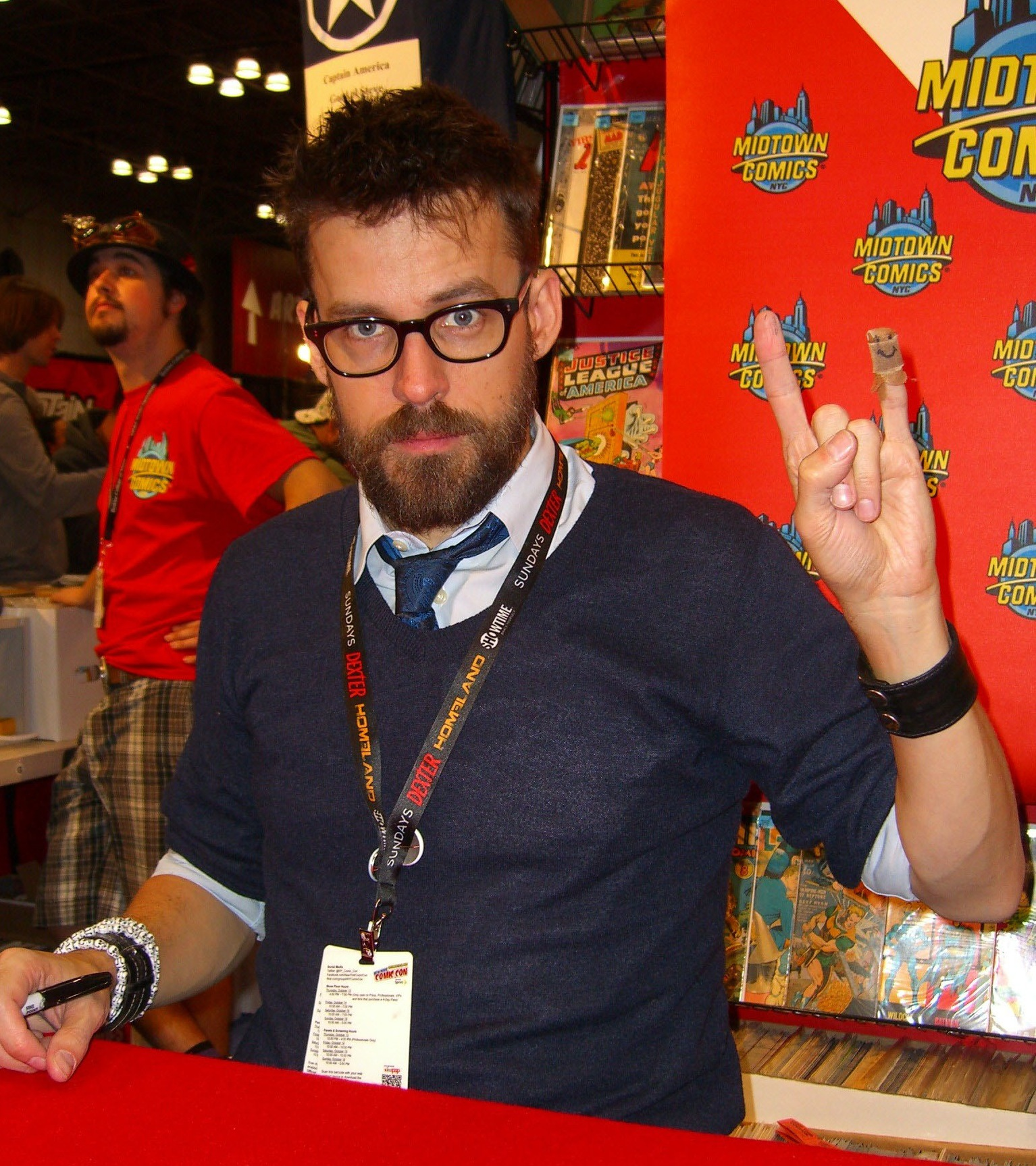
Matt Fraction, escritor de la historieta.

La historia del regreso de Kitty Pryde relatada en el cómic n.º 522 de Uncanny X-Men inicia en el cómic anterior al mostrar a Magneto dirigirse hacia la montaña Tamalpaís, siendo seguido desde cerca por los X-Men Cíclope y Emma Frost, mientras los demás héroes del grupo se encargan de reparar y acondicionar la isla denominada como Utopía, que sirve de refugio a los mutantes del mundo. El personaje decide concentrar todo su poder para hacer girar la bala y traer de regreso a la tierra a la joven mutante. El escritor del cómic Matt Fraction comentó sobre esto: «Kitty desapareció hace ya varios años, pero la idea de como traerla de regreso surgió incluso antes de que el gran cómic que muestra su desaparición fuera lanzado. Sabía perfectamente que Magneto se volvería un aliado de los X-Men, si bien el equipo lo ve como tal, él no se a ganado su confianza y es por esto que decide darle un regalo al grupo de mutantes, decide de forma sorprendente y secreta —hasta cierto momento— entregarles a Kitty Pryde». Posteriormente agregó sobre su manera de ver a la heroína:  

«Para muchos de los que leyeron las sagas de los X-Men cronológicamente, Kitty era la que nos representaba [por ser de nuestra edad], el personaje que nos permitía sentirnos identificados».

Respecto a la escritura de la historia Fraction comentó que pidió la opinión a Joss Whedon, ya que él fue quien creó la saga en que desapareció el personaje y su aprobación era algo muy importante; posteriormente agregó que solo cuando dicha aprobación fue entregada inició el trabajo en el cómic. El escritor aclaró que la aparición del personaje sirve como polo opuesto a los sucesos anteriormente ocurridos en los cómics de Uncanny X-Men: «Los mutantes del mundo dirigiéndose al que posiblemente es el único lugar seguro para ellos —Utopía—, la aparición de un nuevo grupo de enemigos en el fin del arco argumental Nation X; además de tener una gran importancia en los eventos venideros de los personajes y de ser uno de sus grandes hitos». Sobre el proceso de trabajo del cómic y su resultado final dijo: «Una leyenda de los X-Men [Whilce Portacio] se encarga de dibujar el retorno de una mujer X legendaria. Es un número del cual estoy muy orgulloso».
Realizando un análisis del tema central de la historieta Ron Richards, editor del sitio web iFanboy.com comentó que está basada en el hecho de que si «no aparece el cadáver, el personaje posiblemente no murió», agregando que el que la bala desapareciera en el espacio sin ser mencionada en mucho tiempo fue lo que provocó que los lectores promedio pensaran que la joven ya había perdido la vida. También dijo que el que sus compañeros y amigos se esforzaran por salvarla sin tener éxito «solo ayudó a que la idea de su muerte se afianzara». En el n.º 1 de la serie mensual S. W. O. R. D. —aparecido dos meses antes del n.º 522 de Uncanny X-Men— se puede ver que la bala es monitoreada por los miembros del grupo de superhéroes y por diversos científicos, lo que según Richards fue la única señal previa del regreso del personaje.

## Promoción y lanzamiento

La editorial estadounidense Marvel Comics anunció la historieta antes de su publicación a través de Internet con un tráiler y diversas imágenes promocionales.

Marvel Comics anunció el regreso del personaje en su página web oficial con el mensaje: «¡Porque vosotros lo pedísteis! Kitty Pryde regresará en marzo en el número 522 de Uncanny X-Men», y el 12 de enero publicó un vídeo promocional que mostraba algunas de las primeras apariciones de Kitty, su integración en el equipo de los X-Men y su aparición final en Giant-Size Astonishing X-Men. El 23 de febrero la página web Newsarama publicó de forma exclusiva la portada variante del tomo —creada por Mark Brooks— para que sus usuarios pudieran verla e informarse de la historieta. La fecha de publicación anunciada por la editorial fue el 17 de marzo. pero se retrasó hasta el día 24 de dicho mes. La historieta cosechó un gran éxito y rápidamente se convirtió en la novena más solicitada del mes, superando las 65 000 copias vendidas. Marvel agrupó el número 522 de Uncanny X-Men junto con otros cómics en los tomos compilatorios X-Men: Nation X y Essential X-Men: The Return Of Kitty Pryde!. Diversas páginas web y librerías, como Amazon.com y Barnes & Noble a través de su cadena Barnes & Noble Booksellers, distribuyeron y vendieron ambos tomos. En España, la editorial Panini lanzó el cómic en diciembre de 2010 como la historieta número 60 de su colección de la Patrulla X.

## Crítica
Tras su publicación el cómic recibió comentarios en su mayoría positivos de parte de los críticos especializados. Ron Richards de la página web iFanboy.com calificó la historia como lo mejor escrito por Matt Fraction, describiendo como simple y elegante la forma en que propuso el regreso de la bala: «Subir una montaña, concentrarse y lograrlo». También comentó el trabajo de Whilce Portacio, llamándolo como «un golpe sentimental en el que se logró una hermosa conexión entre los personajes que eran los más cercanos a Kitty». Antes de finalizar su reseña, comentó sobre la protagonista: 

«No puedo hablar por otros fans de los X-Men, pero me es difícil poner en palabras lo importante que es Kitty Pryde. Ella es el corazón del equipo. Es la chica que vi crecer con los años, me alegré por ella mientras luchaba junto a sus compañeros de equipo. Básicamente representaba lo que nosotros [como jóvenes] pensábamos que podríamos lograr de ser miembros de los X-Men, de una manera en que era imposible no enamorarse de ella».

Miguel Perez del sitio web IGN calificó la historieta con 8,3 de 10 puntos diciendo: «Respecto a la idea principal del tomo, el regreso de Kitty Pryde a las publicaciones era algo que no deseaba ya que su partida fue perfecta y esperaba que se expandiera más la forma en que su equipo sentía su ausencia». Posteriormente comentó que la forma en que el escritor Matt Fraction se encargó de la historieta fue «muy agradable, siendo lo más destacable el hecho de que no se centrara demasiado en como Magneto trajo de vuelta la bala y más en como es que los X-Men deciden evitar que el mundo se entere de su regreso» y también elogió la forma en que logró demostrar como los mutantes del mundo «pueden unirse cuando el deber llama», siendo este según el crítico el tipo de historias que funcionan mejor. Comentó el trabajo de Whilce Portacio como algo «grandioso» que complementaba perfectamente la historia de Fraction, el único detalle que mencionó de dicho trabajo fue su ilustración de la bala entrando en la atmósfera, una «falla menor». La página web especializada en cómics Crave Online entregó una reseña del tomo a cargo de Joey Esposito, quien lo calificó muy bien, argumentando que está al nivel de la historieta en la que desapareció Pryde en primer lugar. Mencionó muy simplemente la historia presentada: «Los X-Men esperan que Kitty siga con vida dentro del objeto y de no ser así que la Tierra no sea destruida», comentando que su final entregaba un giro muy importante, «logrando que este tomo fuera más que una muestra de resurrección y un memorable momento para el personaje». Llamó a la historia de «The End of the World and Everything After» como algo muy conmovedor, que muestra como el sacrificio de Kitty salvó muchas vidas y comparó el trabajo de Phil Jiménez y Whilce Portacio comentando que las capacidades del primero eran muy superiores a las del segundo en comparación, posteriormente agregó que su mayor falencia era el no lograr captar correctamente los momentos que pudieron conmover a los lectores, llamando eso como una «oportunidad perdida».
Chad Nevett de Comic Book Resources dijo que el número 522 de Uncanny X-Men era «agradable» y que tenía muy buenos momentos, mostrando finalmente «una muy cruel sorpresa», luego de eso comentó que salvo por dichos momentos el cómic era sumamente mecánico y que la historieta se centra demasiado en evitar que los satélites se percaten del regreso de la bala. Llamó a la segunda historia como un interesante tipo de precuela, argumentando que el que se centrara mayoritariamente en un solo personaje entregaba un grandioso punto de vista respecto a lo que se realiza al saber del fin del mundo y que el trabajo artístico de Phil Jiménez en dicha historia era hermoso, haciendo todo eso «reconocible y al mismo tiempo muy extraño». Calificó muy negativamente el trabajo de Whilce Portacio, diciendo: 

«El arte de Portacio no sirve de ayuda y rompe el flujo del libro, al que contribuyen dos artistas de estilos muy distintivos. Es un error añadir ilustraciones genéricas que abusan del sombreado en una obra donde el objetivo es mostrar el efecto en las emociones de los personajes. El final del volumen es poco efectivo, porque Portacio no tiene la capacidad narrativa y de descripción de los personajes que Fraction necesita. Hacia el final, el peso entero de la obra recae sobre el arte y este falla».

El sitio web Weekly Comic Book Review calificó el tomo con una «A-» reseñando como lo bueno de su contenido el hecho de que aparentemente entrega todo lo que un lector puede esperar, describieron la escena de apertura como algo épico, «mostrando a Kitty pensando en su futuro y en el destino en caso de seguir dentro de la bala como a una princesa en la torre». También dijeron que resultaron muy agradables los momentos de humor que Fraction generó dentro de la historia y el trabajo de ambos artistas, llamando la historia dibujada por Phil Jiménez como un muy emocional fin del mundo. Como lo único negativo comentaron lo ilógico del inmenso tiempo que Kitty sobrevivió en estado de «fase» sin recibir agua ni alimentos. Chris Murphy de Comics Alliance mencionó que la historieta entrega y genera excelentes momentos de redención y crecimiento para tres personajes: «Con el sencillo enfoque que dio al regreso de Kitty y sus agonías mentales —causadas por sus meses de soledad—, la naturalidad con que mostró el inmenso poder de Magneto y la búsqueda de mejorar como líder de Cíclope». Comentó lo bueno que consideró que Fraction y Portacio crearan esos momentos en que se muestran los pensamientos de Kitty Pryde y llamó a la historia presentada en «The End of the World and Everything After» como «una excelente pieza, un gran acompañamiento para la función principal».
La portada alternativa del cómic creada por el dibujante estadounidense Mark Brooks recibió críticas divididas. La página española Zona Negativa entregó comentarios negativos a la imagen creada por Brooks de Pryde montando la bala como a un toro mecánico, describiendo dicha portada como algo que «ridiculizaba y frivolizaba un momento demasiado importante». El sitio Fanboyz.com galardonó al cómic al seleccionar la portada como la mejor de la semana del 24 de marzo, comentando: «Esta portada alternativa entrega luz al regreso de uno de los X-Men más queridos. El que la dibujaran montando lo que la alejó no hace más que traer sonrisas». Weekly Comic Book Review entregó a través de su blog oficial una reseña positiva de la variante de portada de la historieta llamándole: «Una idea brillantemente ejecutada y un homenaje muy bien hecho».